# Minas de Cerro Gordo

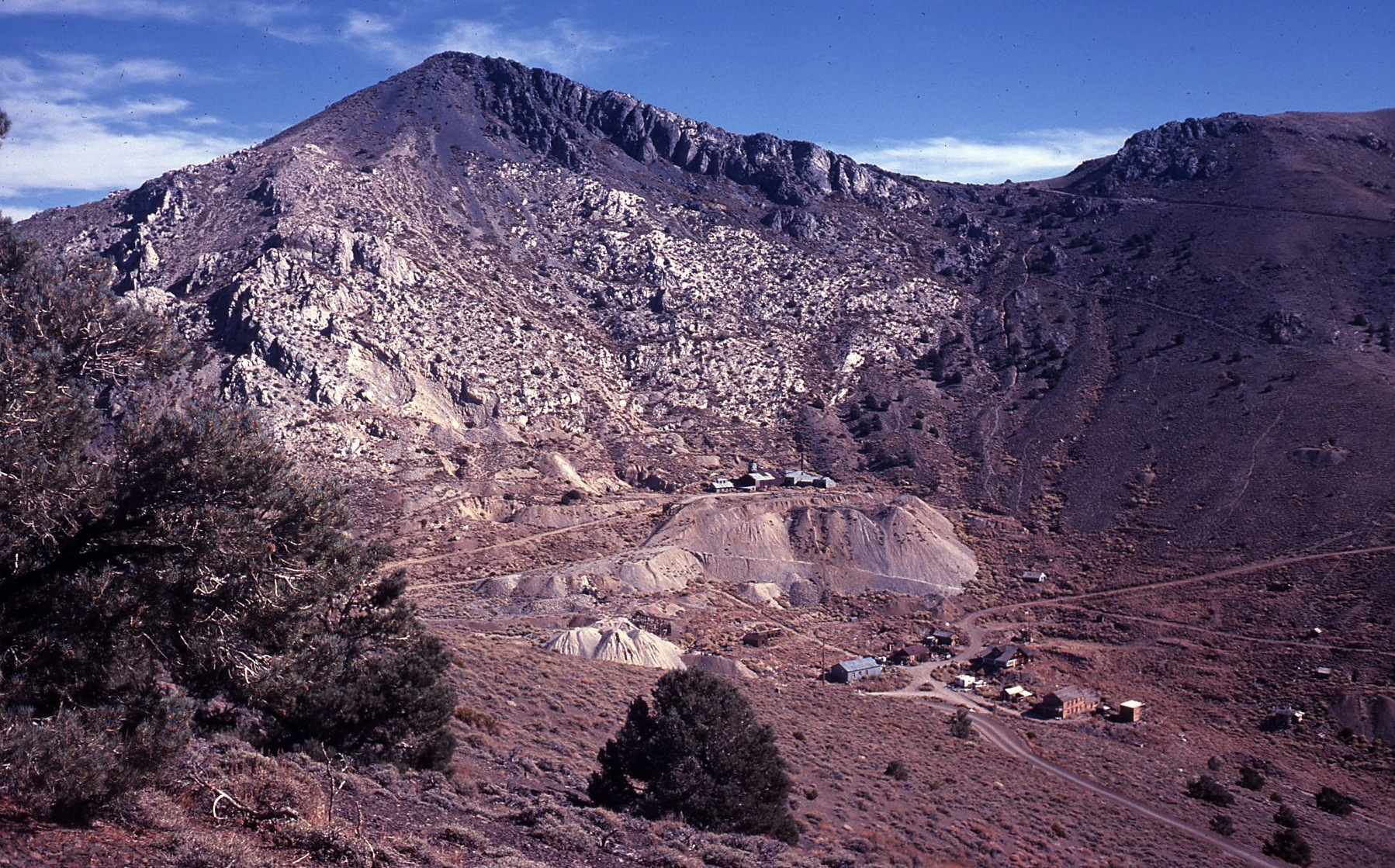
Minas de Cerro Gordo e cidade fantasma

As Minas de Cerro Gordo são uma coleção de minas abandonadas localizadas nas montanhas Inyo, perto de Lone Pine, Califórnia, no Condado de Inyo, Califórnia. As operações de mineração foram realizadas de 1866 a 1957, produzindo prata, chumbo e zinco de alto grau. Alguns minérios foram fundidos no local, mas metalúrgicas de maior capacidade acabaram sendo construídas ao longo da costa do Lago Owens.
Essas operações de fundição foram o início das cidades de Swansea e Keeler. A maioria dos lingotes de metal produzidos aqui foi transportada para Los Angeles, mas as dificuldades de transporte impediram o sucesso das minas. A mineração de prata e chumbo atingiu seu apogeu no início da década de 1880, com um segundo boom de mineração produzindo zinco na década de 1910.

## História
A descoberta do minério de prata é creditada a Pablo Flores, que iniciou as operações de mineração e fundição perto do cume do pico de Buena Vista em 1865. Devido à atividade hostil indígena, os primeiros esforços de mineração foram bastante limitados. Quando a atividade indígena hostil diminuiu após o estabelecimento de Fort Independence, os esforços de mineração aumentaram.
Esses primeiros mineiros empregavam técnicas relativamente primitivas de fossas e valas abertas e usavam fornos de adobe para cheirar o minério. O empresário Victor Beaudry, da vizinha Independence, Califórnia, ficou impressionado com a qualidade da prata extraída em Cerro Gordo e abriu uma loja nas proximidades. Ele logo adquiriu várias reivindicações de mineração para liquidar dívidas não pagas e passou a ter duas metalúrgicas modernas construídas. Beaudry continuou adquirindo direitos de mineração de devedores até que ele logo possuía a maioria das minas mais ricas e produtivas da região, incluindo participação parcial na Mina da União.
Em 1868, Mortimer Belshaw chegou a Cerro Gordo (Rich Hill), atraído pelos ricos depósitos de minério de galena. Depois de estabelecer uma parceria com outra parte interessada na Union Mine, ele trouxe a primeira carga de vagão de prata de Cerro Gordo para Los Angeles. Em Los Angeles, ele conseguiu financiamento para construir sua própria fundição que era superior a todas as outras fundições de Cerro Gordo, bem como para construir a primeira estrada de carroça na montanha. Essa estrada ficou conhecida como Estrada Amarela pela cor da rocha pela qual fora cortada. Ao operar a Estrada Amarela como uma estrada com pedágio, a Belshaw conseguiu obter renda e controlar os embarques de prata da montanha.

## Atualidade
Cerro Gordo é de propriedade privada e atualmente é uma cidade fantasma e atração turística. Ainda possui vários prédios, incluindo o armazém geral e o hotel americano. A permissão para visitar deve ser obtida. A cidade foi colocada à venda em junho de 2018 e vendida no mês seguinte a empresários de Los Angeles, que planejavam mantê-la aberta ao público. Os compradores, o empresário Brent Underwood e o parceiro Jon Bier, adquiriram a propriedade com investimento adicional de uma coleção de criativos baseados em Los Angeles. Os vendedores concordaram com os termos de Underwood e Bier, apesar de pelo menos uma oferta mais alta ser oferecida, porque sua visão para o futuro da cidade, incluindo sua preservação, estava alinhada com os desejos dos vendedores.

## Livros
Remi Nadeau, descendente da família envolvida no transporte de lingotes de Cerro Gordo através do lago Owens e de trem de mulas para Los Angeles, escreveu livros e artigos sobre o período.
- "The Water Seekers" (1950)
- "Los Angeles: from mission to modern city" (1960)
- "Ghost Towns and Mining Camps of California" (1965)